# Mercury Monarch

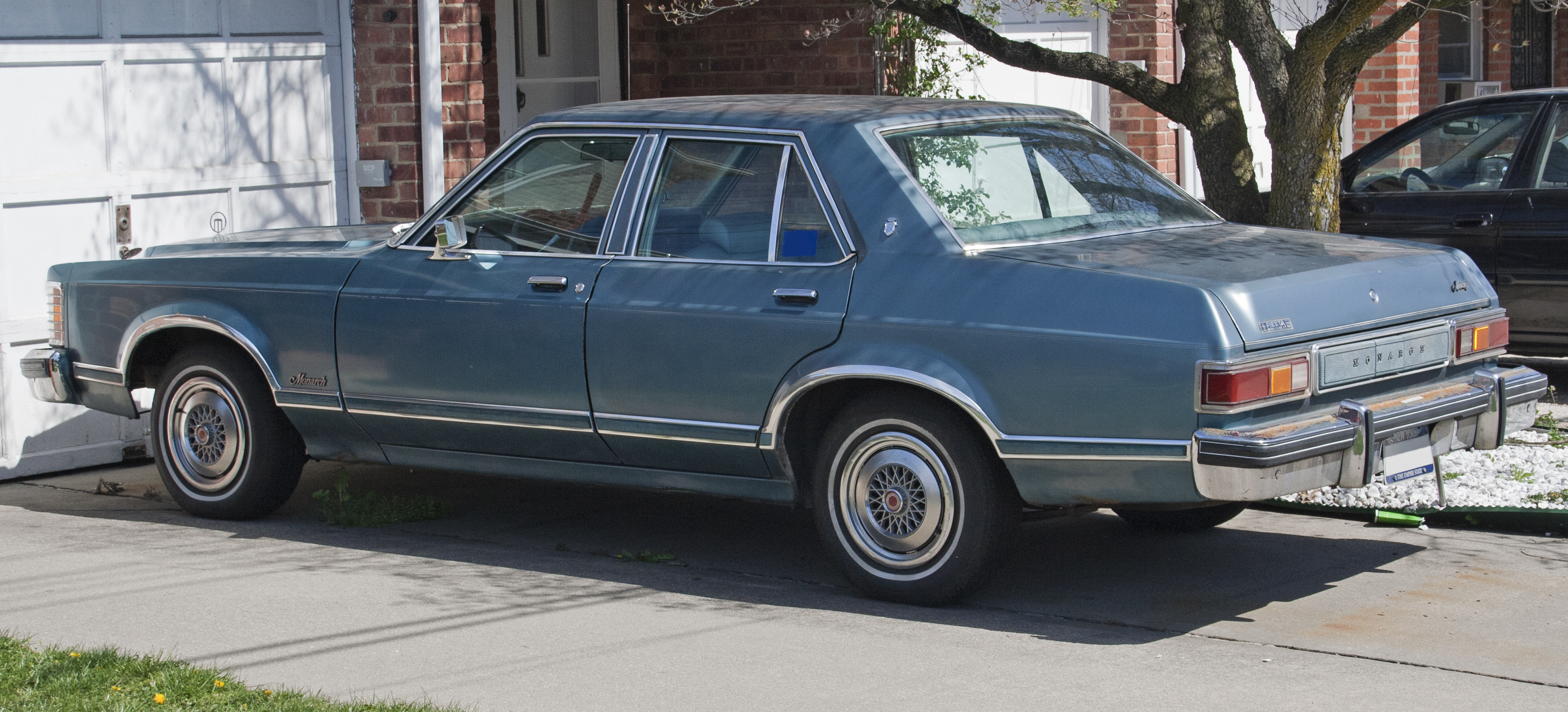
Mercury Monarch (1976)

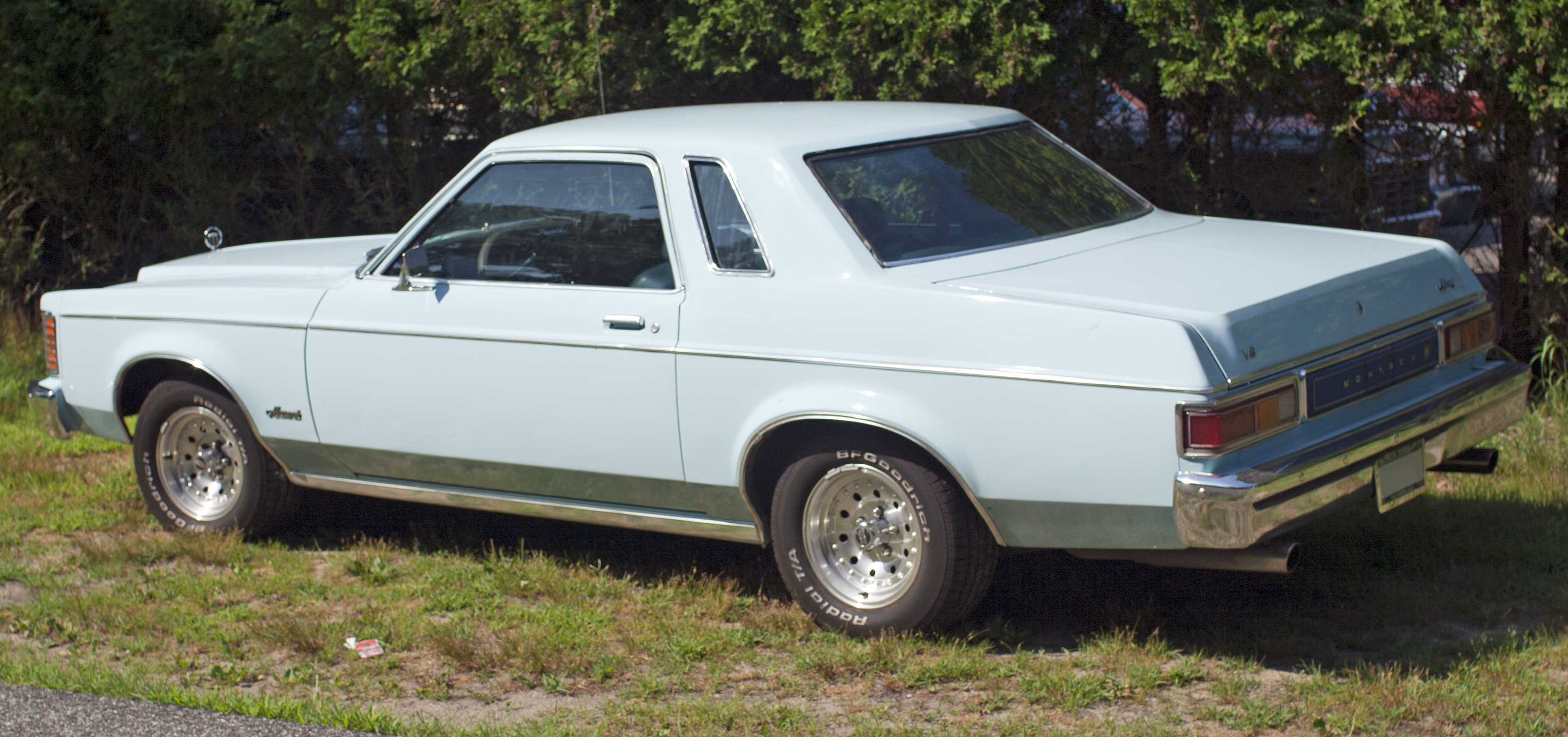
Mercury Monarch Coupé (1977)

Der Mercury Monarch war ein Automodell der US-amerikanischen Marke Mercury, die zur Ford Motor Company gehörte. Der Monarch ist ein Schwestermodell des im gleichen Zeitraum angebotenen amerikanischen Ford Granada und mit diesem technisch und äußerlich nahezu vollständig identisch.

## Modellgeschichte
Der Monarch wurde ebenso wie der Granada in den frühen 1970er-Jahren mit dem Ziel entwickelt, die veralteten Kompaktmodelle Ford Maverick bzw. Mercury Comet zu ersetzen. Der Monarch und der Granada verwendeten zahlreiche technische Komponenten des Maverick/Comet, unter anderem die Radaufhängung und die Federung. Auch der Radstand war mit den viertürigen Versionen der älteren Fahrzeuge identisch. Das Design der Karosserie war allerdings im Vergleich zum Comet eigenständig. Es war an den  Linien des in den USA sehr erfolgreichen Mercedes-Benz „Strich-Acht“ orientiert.
Anfangs wurden vier Motorvarianten angeboten: Zwei Sechs-Zylinder-Motoren mit 3,3 und 4,1 Liter Hubraum sowie 71 bzw. 72 kW (96 bzw. 98 PS) und zwei Acht-Zylinder-Motoren mit 4,9 und 5,8 Liter Hubraum und 90 bzw. 99 kW (122 bzw. 134 PS). Ab 1978 waren nur noch zwei Motoren im Angebot, ein Sechs-Zylinder-Motor mit 4,1 Liter Hubraum und 71 kW (97 PS) sowie ein Acht-Zylinder-Motor mit 4,9 Liter Hubraum und 101 kW (137 PS). Mit letztgenanntem war eine Beschleunigung von 0–100 km in 12 Sekunden und eine Höchstgeschwindigkeit von 170 km/h möglich.

## Ausstattung
Angeboten wurde der Monarch als viertürige Limousine oder als zweitüriges Coupé. Er war im Vergleich zu anderen amerikanischen Kompaktautos gut ausgestattet; die Zeitschrift Car & Driver bemerkte, dass mit dem Monarch die Zeiten zu Ende gegangen seien, in denen kleine Autos spartanisch waren. Verfügbar waren Dreigangautomatik, Metalliclack, zentrale Türverriegelung und ein beleuchteter Fußraum. Für einen Aufpreis von 500 Dollar war die Ghia-Version erhältlich, die zusätzlich über einen Radiocassettenspieler, elektrische Fensterheber, Tempomat und Klimaanlage verfügte.

## Technische Daten
- Leergewicht: 1.490 kg
- Länge: 5,02 m
- Breite: 1,88 m
- Höhe: 1,36 m
- Radstand: 2,79 m
- Wendekreis: 11,90 m
- Angetriebene Achse: Hinten
- Getriebe: Vier-Gang-Automatik
- Verbrauch: 12–16 Liter/100 km
- Höchstgeschwindigkeit: 145–170 km/h

## Preise
Der Mercury Monarch kostete bei Markteinführung 1975 in der viertürigen Basisversion 3.822 US-$; er war damit 70 US-$ teurer als der baugleiche Ford Granada. In seinem letzten Produktionsjahr lag der Basispreis für die viertürige Version bei 5.751 US-$.

## Produktion
Der Mercury Monarch war bei seiner Präsentation in der Marktnische der sogenannten „mid-size“ (mittelgroßen) Autos positioniert. Er lag zwischen den kompakten Modellen Bobcat und den Intermediate-Fahrzeugen vom Typ Montego bzw. Cougar.
Das Duo Granada-Monarch war am Markt zunächst sehr erfolgreich, da es für die Zeit nach der ersten Ölkrise, in der die amerikanischen Kunden kleinere, verbrauchsärmere Autos verlangten, passend dimensioniert war. Sie wurden in der amerikanischen Presse als europäisch angehauchte Wagen beschrieben, die sich von herkömmlichen amerikanischen Konstruktions- und Designprinzipien abhoben. In der Retrospektive werden die Modelle Monarch und Granada als die wichtigsten Neuentwicklungen der Ford Motor Company in der ersten Hälfte der 1970er-Jahre angesehen.
Der Monarch war allerdings weniger erfolgreich als der Ford Granada. Seine Produktionszahlen blieben deutlich hinter denen des Schwestermodells zurück:
| Produktionszahlen Ford Granada und Mercury Monarch | Produktionszahlen Ford Granada und Mercury Monarch | Produktionszahlen Ford Granada und Mercury Monarch |
| Modelljahr                                         | Ford Granada                                       | Mercury Monarch                                    |
| -------------------------------------------------- | -------------------------------------------------- | -------------------------------------------------- |
| 1975                                               | 302.658                                            | 103.936                                            |
| 1976                                               | 548.784                                            | 145.823                                            |
| 1977                                               | 390.579                                            | 127.697                                            |
| 1978                                               | 249.786                                            | 91.714                                             |
| 1979                                               | 182.376                                            | 75.879                                             |
| 1980                                               | 90.429                                             | 30.518                                             |
| Gesamt                                             | 1.764.612                                          | 575.567                                            |

## Deutschlandimport
Es war möglich, den Mercury Monarch bei Ford Deutschland zu bestellen und über Bremerhaven zu importieren. Der Verkaufspreis für einen viertürigen Monarch lag 1976 in der Basisversion bei 23.800 DM, was annähernd einem voll ausgestatteten Ford Granada deutscher Produktion oder einer Mercedes 280 Limousine entsprach. Die viertürige Ghia-Version mit 5,8 Liter großem V8-Motor und Klimaanlage kostete 26.600 DM. Insgesamt wurden nur etwa 50 Monarchs abgesetzt.

## Nachfolger
Für das Modelljahr 1981 stellte Mercury (ebenso wie für den Granada) einen Nachfolger vor. Das neue Auto basierte auf der Fox-Plattform und war damit eng mit dem Mercury Zephyr verwandt. Während allerdings die baugleiche Ford-Version wiederum die Bezeichnung Granada erhielt, gab Mercury ab 1981 die Bezeichnung Monarch auf. Der Nachfolger des Monarch erhielt stattdessen den Namen Mercury Cougar, eine Traditionsbezeichnung, die 1967 für einen Zwilling des Ford Mustang eingeführt und seitdem für Modelle verschiedener Klassen verwendet worden war.